# 진주 정촌면 백악기 공룡·익룡 발자국 화석산지
진주 정촌면 백악기 공룡·익룡발자국 화석산지는 대한민국 진주시 정촌면에 위치한 천연기념물이다. 중생대, 백악기의 공룡과 익룡을 비롯한 당시 고생물 약 1만여 개의 발자국 화석이 대거 발견된 곳으로, 단일 화석산지로 높은 밀집도와 다양성을 보인다.
특히, 이곳에서 발견된 이족 보행하는 7,000여 개의 공룡 발자국은 육식 공룡의 집단 보행렬로 세계적으로도 매우 희귀한 사례다. 대한민국의 여타 공룡 발자국 화석산지에서도 육식공룡 발자국은 드물게 발견되며 이곳의 육식공룡 발자국은 2cm 남짓한 아주 작은 크기의 발자국에서부터 50cm가량 되는 대형 육식 공룡 발자국까지 다양하게 나타난다. 또한, 뒷발의 크기가 1m에 이르는 대형 용각류 공룡의 발자국과 익룡, 악어, 거북 등 다양한 파충류의 발자국이 여러 층에 걸쳐 함께 발견된다.
이 화석산지는 발자국의 밀집도나 다양성, 학술적 가치 측면에서 여타 다른 나라의 많은 공룡 발자국 화석산지에 비해 양적, 질적 측면에서 독보적인 가치가 인정된다. 또한, 1억 년 전 한반도에 살았던 동물들의 행동 양식과 서식 환경, 고생태 등을 이해할 수 있는 귀중한 정보를 담고 있어 그 의미가 더욱 크다고 평가된다.